# Gerhard Schutte
Gerhard Frederik Marinus Schutte (* 10. Mai 1901; † 17. Juli 1978) war ein bekannter niederländischer Judoka.

## Leben
Gerhard F. M. Schutte absolvierte vor dem Zweiten Weltkrieg ein Zahnmedizin-Studium. Danach ließ er sich als Zahnarzt in Bloemendaal (Nordholland) nieder.
Kurz nach dem Zweiten Weltkrieg kam er mit dem Judosport in Berührung; er war zu diesem Zeitpunkt bereits 46 Jahre alt. Sein erster Lehrer war der Judopionier Jaap Nauwelaerts de Agé.
Im Jahr 1948 gründete Schutte in Haarlem die Judo-Schule Kenamju, die bis heute besteht. 1950 gründete er die Niederländische Amateurjudo-Vereinigung (NAJA). Diese fusionierte einige Jahre später mit anderen Judoverbänden zum Niederländischen Judobund.
Gerhard Schutte blieb bis ins hohe Alter als Trainer im Judo aktiv und hielt (auch in Deutschland) zahlreiche Lehrgänge ab. Von seinen Schülern wurde er mit Hochachtung „Opa Schutte“ genannt. Sein spezielles Interesse galt dem Bodenjudo – also Festhaltegriffe, Hebeltechniken und Würgegriffe. Zu diesem Thema veröffentlichte er auch Fachliteratur.

## Wirkung
Noch heute werden einige Bodenjudo-Lehrgänge mit ausdrücklichem Hinweis auf die Techniken von Altmeister Schutte abgehalten. Dabei wird besonders die Judo-Generation „ü50“ angesprochen.
| Personendaten    | Personendaten                                   |
| ---------------- | ----------------------------------------------- |
| NAME             | Schutte, Gerhard                                |
| ALTERNATIVNAMEN  | Schutte, Gerhard Frederik Marinus; Schutte, Opa |
| KURZBESCHREIBUNG | niederländischer Judoka                         |
| GEBURTSDATUM     | 10. Mai 1901                                    |
| STERBEDATUM      | 17. Juli 1978                                   |